# Akeboshi
Akeboshi är en japansk popsångare mest känd för sin sång ”wind” (uttalas ”waind” och syftar på verbet ”to wind” alltså att spela eller fortsätta). Han är född och uppvuxen i Yokohama, Japan 1978 men studerade musik i Liverpool, England. Tiden i England influerade hans musik kraftigt och gjorde också att han kunde tala bra engelska utan egentlig accent, något som de flesta japanska sångare och sångerskor inte klarar.
När han åkte hem till Japan efter utbildningen komponerade han flera sånger, kanske främst låten Toki No Fune, för en vid den tiden berömd sångerska vid namn Takako Matsu. Akeboshi sjunger främst på japanska men har gjort flera låtar på engelska, bl. a. wind och night and day. Han är också speciell i det att han använder främst fem åttondelstakt istället för den mer konventionella fyra fjärdedelstakten. 
Akeboshi är ett artistnamn